# 艾美莉卡·查韋斯
艾美莉卡·查韋斯（英語：America Chavez），又譯亞美莉嘉‧莎薇絲，又稱美國小姐（Miss America），是一名出現在漫威漫畫漫畫書中的虛構人物。由喬·凱西（Joe Casey）和尼克·德拉戈塔（Nick Dragotta）創造的。最早出場於2011年9月出版的《Vengeance》#1。

## 能力
艾美莉卡·查韋斯擁有超人的力量和耐力，亦擁有飛行能力，速度能達到光速。查韋斯能在現實中打開通道，讓她和她的隊友穿越多元宇宙。

## 其他媒體

### 電影
- 漫威電影宇宙：由霍奇爾·戈梅茲飾演艾美莉卡·查韋斯。
  - 《奇異博士2：失控多重宇宙》（2022年）

### 遊戲
- 《樂高：復仇者聯盟》的可用角色。[5]
- 三維彈球FX2的Marvel's Women of Power中登場。[6]
- IOS遊戲Marvel Avengers Academy的可用角色。[7]
- 《漫威：未來之戰》：手機遊戲，艾美莉卡·查韋斯是玩家可使用角色之一。
- 《漫威超級戰爭》
- 《漫威：未來革命》

## 外部連結
- Danvers （页面存档备份，存于） 漫畫書數據庫
- Carol Danvers （页面存档备份，存于） 超級英雄數據庫
- Warbird （页面存档备份，存于） 超級英雄數據庫